# Paul von Hindenburg
Paul Ludwig Hans Anton von Beneckendorff und von Hindenburg (Posen, 2 d'octubre de 1847 – Neudeck, 2 d'agost de 1934), conegut normalment com a Paul von Hindenburg, fou un mariscal alemany durant el II Reich alemany i la Primera Guerra Mundial, i el president de la Primera República alemanya del 1925 al 1934.

## Inicis
Fill d'un aristòcrata prussià, Hindenburg rebé una educació enfocada a la vida militar. En acabar l'educació primària, ingressà a les acadèmies militars de Wahlstatt i Berlín. El 1866 participà amb el rang de tinent a la batalla de Königgrätz en el si de la Guerra austroprussiana. El 1871, encara amb el rang de tinent participà en la Guerra francoprussiana. En aquesta guerra rebé les creus de ferro de segona i primera classe. Pels seus mèrits, fou convidat a assistir a la proclamació del II Reich al saló dels miralls del Palau de Versalles. Durant l'època del segon imperi alemany continuà amb la carrera militar. El 1903 aconseguí el rang de general. El 1911, després de servir llarg temps a l'Estat Major, es retirà a la reserva.

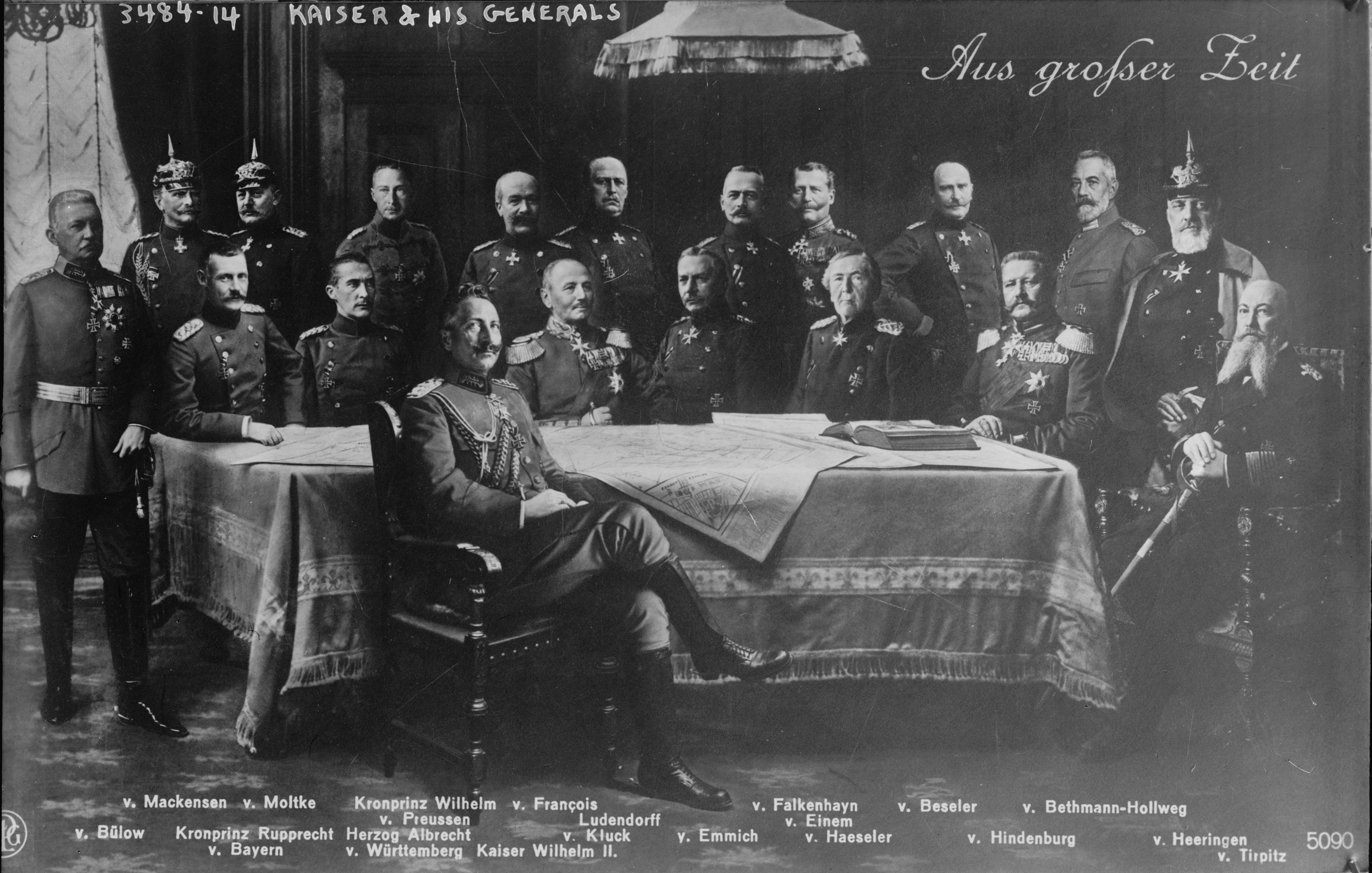
Hindenburg, l'emperador Guillem II la resta de generals de l'Estat Major alemany.

## Primera Guerra Mundial
Tanmateix, amb l'inici de la Primera Guerra Mundial, Hindenburg tornà a l'activitat. Dirigí la Batalla de Tannenberg (Prússia Oriental, 1914) i en sortí victoriós contra l'exèrcit rus. Al novembre de 1914 fou ascendit a mariscal i comandant suprem de l'est, on entre 1914 i 1916 aconseguí unes victòries brillants sobre els russos. El 1916, juntament amb el mariscal Erich Ludendorff fou nomenat cap de l'Estat Major. Davant la pèrdua de Poder del Reichstag i el canceller, Hindenburg i Ludendorff exerciren el poder real, juntament amb l'emperador Guillem II. La historiografia ha anomenat aquest govern la dictadura silenciosa. L'extenuació de l'economia alemanya i l'entrada dels Estats Units d'Amèrica a la guerra complicaren la situació i Ludendorff abandonà el seu càrrec el setembre de 1918 davant la derrota imminent. Hindenburg hi situà al seu lloc Wilhelm Groener, un assistent lleial. Al final, l'avanç implacable de les forces aliades forçaren el nomenament del príncep Max von Baden com a nou canceller que havia de negociar la pau. Igualment, Hindenburg pressionà el kàiser perquè abdiqués abans que una revolució, conseqüència immediata de la derrota, proclamés la república. La revolució arribà el 9 de novembre de 1918 i Guillem II hagué d'abdicar davant el perill de guerra civil i radicalització de la revolució.

## Durant la República de Weimar

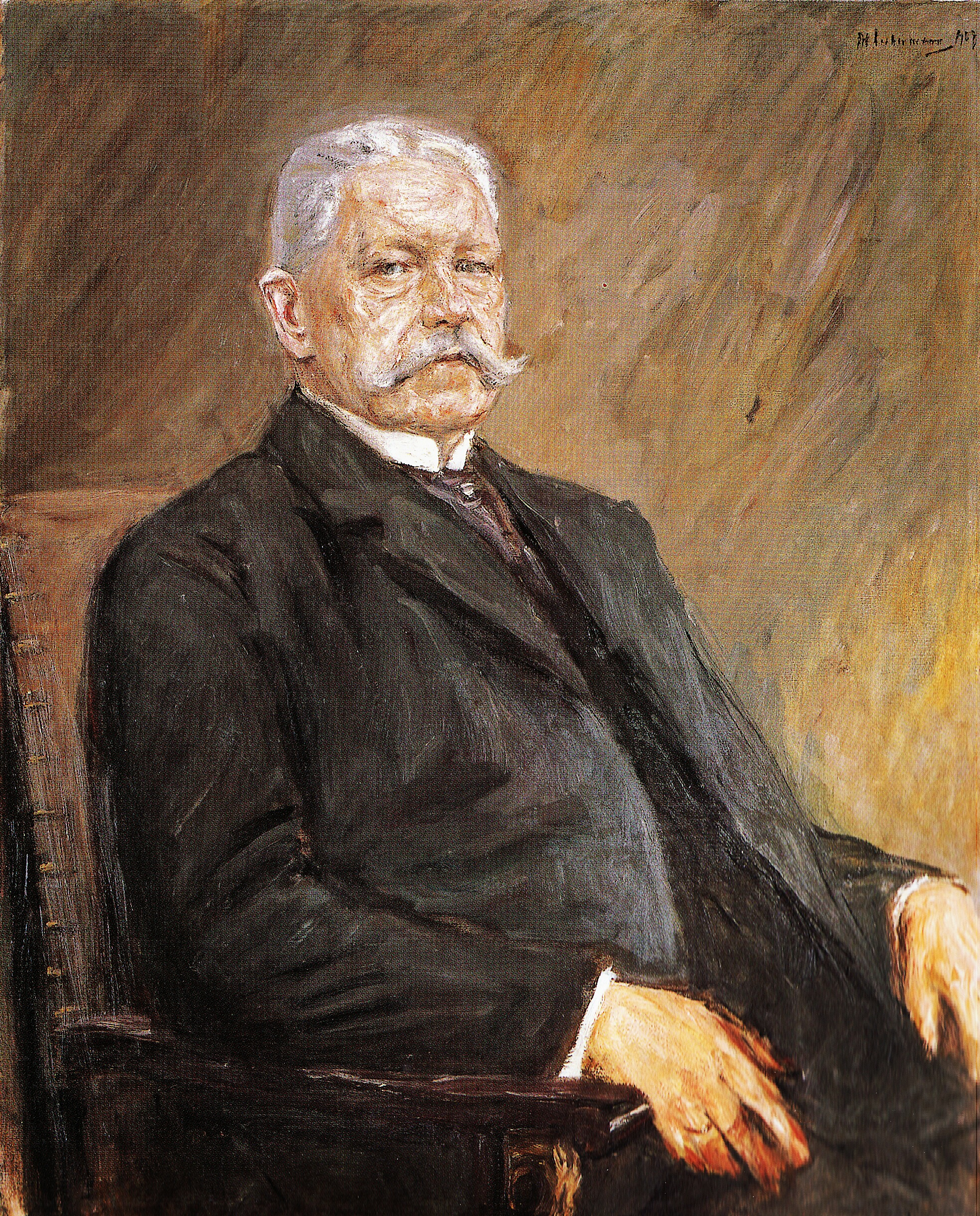
Retrat de 1927

Hindeburg era un ferm monàrquic i tenia la intenció de retirar-se de la vida militar i pública després de la proclamació de la República de Weimar. Tanmateix, la crisi que patí Alemanya després de la guerra l'empenyeren a entrar en política com a figura unitària dels partits conservadors de la república. A les eleccions presidencials de 1925, Hindenburg fou el candidat de consens de tots aquests partits a la segona volta, on guanyà per una estreta majoria. El poble alemany escollí un soldat, un heroi de guerra declaradament monàrquic com a President de la República. Aquesta elecció s'emmarcà en el que s'ha anomenat el gir conservador de la República de Weimar.
Tot i que Hindenburg era monàrquic, la seva ferma disciplina militar li impedí de rompre el jurament que havia fet de la Constitució de Weimar. Tanmateix, explotà els articles 25, 48 i 53 que li permetien d'usar poders excepcionals i d'emergència, pels quals podia dissoldre el Reichstag, nomenar un canceller o promulgar lleis sense el parlament. La degradació de la cultura republicana i democràtica causaren l'ús regular i excessiu d'aquests articles. Aquesta degradació vingué acompanyada de la presa de l'espai públic per part del NSDAP, el partit nazi d'Adolf Hitler. El partit nazi canalitzà les aspiracions de «regeneració nacional i biològica» d'Alemanya i aconseguí de consolidar el seu espai públic i polític, fins i tot en un any de bonança de les institucions polítiques com el 1928 quan res no podia indicar el creixement espectacular del Nazisme. Amb l'arribada de la crisi econòmica de 1929, la pèrdua de confiança dels alemanys vers la república i l'atur desbocat que patia el país feu créixer espectacularment el NSDAP. Hindenburg i el seu cercle conservador ho veien com un mal menor, un instrument repulsiu que calia emprar per desfer-se de l'amenaça comunista del KPD i que els permetria d'endurir encara més el gir conservador de la república, fins a passar a una dictadura militar. Hindenburg detestava a bastament Adolf Hitler a qui considerava un caporal bohemi, de la mateixa manera que Hitler detestava Hindenburg i la seva classe social. Hindenburg es negà sistemàticament a donar la cancelleria a Hitler i nomenà candidats conservadors que no aguantaven al poder a causa que el Reichstag els n'impugnava el nomenament. A les eleccions successives de 1932 i 1933 el NSDAP es convertí en una de les grans forces, però Hindenburg encara apostava per cancellers conservadors, com Franz von Papen o com el general Kurt von Schleicher, que havia de preparar el terreny per una unió de tots els partits de dretes (inclòs el NSDAP, com un soci més de la coalició) i la creació d'una dictadura militar (amb connivència de la Reichswehr) que permetés de sortir de la crisi. En aquesta maniobra, la camarada del fill de Hindenburg, Oskar von Hindenburg hi havia de tenir una gran importància. Malgrat tot, Hitler i el NSDAP no acceptaren d'entrar a la coalició si no era amb Hitler com a canceller; així doncs, la caiguda de von Schleicher es consumà, atès que la seva missió com a figura de convergència havia fracassat. El 30 de gener de 1933 Hindenburg resignà i nomenà Adolf Hitler canceller del govern d'Alemanya.

## Hitler i la fi de la República
Hitler presidí un govern de concentració nacional, tal com havia desitjat la dreta alemanya, que veia el NSDAP com un instrument per assolir la dictadura militar. Si bé al gabinet del nou govern només Hermann Göring i Wilhelm Frick eren ministres del NSDAP, el partit nazi gaudia de molta popularitat al carrer. És per aquest motiu que ni Hindenburg ni els socis de govern pogueren aturar la destrucció del marc institucional i democràtic de la República. Els partits de dreta veien aquesta evolució com la consumació de la dictadura que tant havien desitjat, però no semblaven preveure la nazificació i el règim totalitari que s'estava dibuixant. El tret de sortida per a la retallada de drets i llibertats fou l'incendi del Reichstag, les causes del qual encara no s'han establert. Aquest incendi fou aprofitat per "desemmascarar" un cop d'estat del KPD, per la qual cosa fou il·legalitzat. Els dirigents comunistes començaren a ser internats a camps de concentració, com Dachau, prop de Múnic, el primer a ser obert. Lentament Hitler i els nazis anaren il·legalitzant la resta de formacions polítiques, fins i tot les de la dreta. Al final només el NSDAP i les seves organitzacions afins romangueren legals al nou sistema. Hindenburg anà signant totes les lleis i decrets que destruïen la vella república i forjaven la dictadura nazi. A l'abril de 1933, Hindenburg signà la llei per a la restauració del servei civil professional, que excloïa els jueus de tot càrrec de l'administració de l'Estat. Igualment, Hindenburg no protestà tampoc per la purga feta dins el NSDAP el juny de 1934 contra els sectors d'esquerres del partit, com les Sturmabteilung (SA) d'Ernst Röhm o la facció de Gregor Straßer.

## La mort de Hindenburg
Hindenburg morí als 86 anys per culpa d'un càncer el 2 d'agost de 1934 a Neudeck, Prússia oriental. Al seu testament deixà escrit que calia evitar la unió dels càrrecs de canceller i president en una sola persona, atès que preveia que aquesta seria la intenció de Hitler després de la seva mort. Hitler amagà el contingut del document i procedí, en efecte, a unir ambdós càrrecs. Un referèndum ratificà en un 90% la decisió del govern nazi. Quant a Hindenburg, també en contra de la seva voluntat, fou enterrat al monument nacional de Tannenberg –indret en el qual 20 anys abans ell mateix havia derrotat l'exèrcit rus– amb tota una gran faramalla nacionalista i militar.